# Cylindroiulus luridus
Cylindroiulus luridus är en mångfotingart som först beskrevs av Carl Ludwig Koch 1847.  Cylindroiulus luridus ingår i släktet Cylindroiulus och familjen kejsardubbelfotingar.

## Underarter
Arten delas in i följande underarter:
- C. l. burzenlandicus
- C. l. chiemensis
- C. l. pujanus